# Ragnar Spärck
Hakon Ragnar Spärck (5. august 1896 i Hjørring – 20. juni 1965) var en dansk zoolog. Han var en meget bredt orienteret zoolog og underviser ved Københavns Universitet. Som organisator stod Spärck bag udflytningen af Zoologisk Museum fra Krystalgade til Nørre Fælled og bag Galathea-ekspeditionen 1950-1952.
Spärck var søn af amtsforvalter J.A. Spärck (død 1903) og hustru Ida f. Gisiko (død 1940), blev student fra Sorø Akademi 1914 og mag.scient. 1919, blev assistent ved Zoologisk Museum 1918, amanuensis 1921, tillige medarbejder ved Biologisk Station fra 1919 og dr.phil. 1925. Han blev privatdocent ved Københavns Universitet 1926 og professor i zoologi sammesteds fra 1937. Samtidig var han formand for museumsrådet for Zoologisk Museum 1937 og for bestyrelsen for Havbiologisk Laboratorium, Frederikshavn samme år og bestyrer af Institut for sammenlignende anatomi 1946-1953.
Han foretog desuden undersøgelser i Sydfrankrig og Holland 1924-25, ved Færøerne 1926, i Middelhavet 1930 (Dana ekspeditionen), på Island 1931, ved Østgrønland 1932 (treårs-ekspedition til Chr. X's Land), i Congo 1946-47 (Universitetets centralafrikanske ekspedition).
Spärck var Ridder af 1. grad af Dannebrog og modtog Fortjenstmedaljen i sølv. Han var formand for Naturfredningsrådet 1953-1965, medlem af bestyrelsen for Dansk Naturhistorisk Forening 1918-39, sekretær 1918-34, formand 1934-39, medlem af bestyrelsen for Biologisk Selskab 1929-50, sekretær 1934-50 og af bestyrelsen for Zoologisk Have fra 1941, næstformand fra 1946, næstformand for Danmarks Akvarium fra 1948, bestyrer af H.C. Wegges Mindelegat for Zoologer fra 1946, medlem af styrelsen for Dansk Ekspeditionsfond fra 1948, formand i bestyrelsen for Professor Johs. Schmidts Legat for Havforskning fra 1952, medlem af universitetets stipendieudvalg fra 1956 og af bestyrelsen for Ingeniør Ad. Clements Legat fra 1956, næstformand i Studentersamfundet 1923-24, formand i 1929, medlem af Folkeuniversitetsudvalget, af Kommissionen for videnskabelige undersøgelser i Grønland og af dennes forretningsudvalg, af bestyrelsen for universitetets arktiske station, af statsskovenes reservatudvalg og af reservatrådet; medl. af komitéen for Dansk Peary Land-ekspedition, næstformand i komitéen for Galatheaekspeditionen, korresponderende medlem af Societas pro Flora et Fauna Fennica, Helsingfors 1941, af Entomologiska Foreningen, Helsingfors 1943, af Soeietas Zoologica Botanica Fennica Vanamo, Helsingfors 1946 og af Tromsø Museum 1947; Foreign Member, Zoologicai Society, London 1946, æresmedlem af Societé Zoologique Royale de Belgique 1954, af Dansk Naturhistorisk Forening og Dansk Ornitologisk Forening 1956, medlem af Kungl. Fysiografiska Sällskapet, Lund 1955, af Det Norske Videnskaps-Akademi 1956, af Kungl. Vetenskaps Societeten, Uppsala 1956 og af Kungl. Vetenskaps- och Vitterhetssamäallet, Göteborg 1956, medlem af den permanente komité for de internationale zoologkongresser; præsident for den 14. internationale zoologkongres 1953, præsident i den zoologiske sektion af International Union of Biological Sciences, medlem af komitéen for udgivelse af Zoological Record, præsident for den internationale naturfredningsunions tekniske møde 1954 og for unionens komité for beskyttelse af arktisk fauna.
Han blev gift (18. september 1920) med Mette f. Wandall, f. 21. august 1899 i Kbhvn., datter af overlæge Johannes Wandall og hustru Rigmor f. Wandall.

## Udvalgte udgivelser
- Spärck, R. (1924) Havets Udforskning i det 19. Aarhundrede.
- Spärck, R. (1924) Undersøgelser over Østersens [Ostrea edulis] Biologi i Limfjorden særlig med Henblik paa Temperaturens Indflydelse paa Kønsskiftet (I). København, 82 s. Disputats.
- Undersøgelser over Østersens [Ostrea edulis] Biologi i Limfjorden særlig med Henblik paa Temperaturens Indflydelse paa Kønsskiftet II-IV (1927), V (1928), VI-VIII (1929), IX (1931), X (1933), XI (1935), XII (1950).
- Spärck, R. (1928) Nordens Dyreverden. København, 566 s. Meget brugt lærebog.
- Spärck, R. (1933) Dansk Naturhistorisk Forening 1833-1933.
- Knud Jessen & Ragnar Spärck (1939-49) Danish scientific investigations in Iran, Part 1-4. Copenhagen.
- Spärck, R. (1940, 2. udg. 1942) Den danske Dyreverden dyregeografisk og indvandringshistorisk belyst. Festskrift udgivet af Københavns Universitet i Anledning af Hans Majestæt Kong Christian X's 70 Aars Fødselsdag den 26. September 1940. Bianco Lunos Bogtrykkeri, København.
- Bruun, A.F., Sv. Greve, H. Mielche, R. Spärck (1953) Galatheas Jordomsejling 1950-52. Den danske dybhavsekspeditions virke og resultater skildret af deltagerne. København, 305 s.
- Spärck, R. (1945) Zoologisk Museum gennem tre Aarhundreder.
- Spärck, R. (1948) Japetus Steenstrup.
- en række zoologiske afhandlinger i forskellige tidsskrifter; medudgiver af Galatheabogen og Galathea Reports, redaktør af Zoology of the Faroes, af Ringkøbing Fjords Naturhistorie, af Danish Scientific Investigations in Iran og af Danish Review of Game Biology.